# Étirement

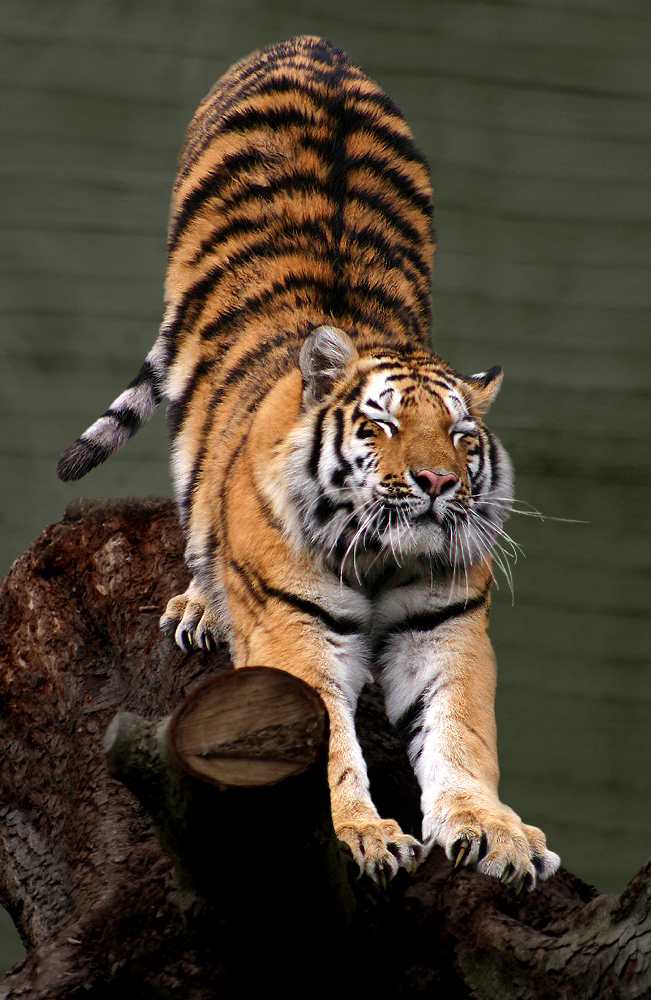
Un tigre de Sibérie s'étirant.

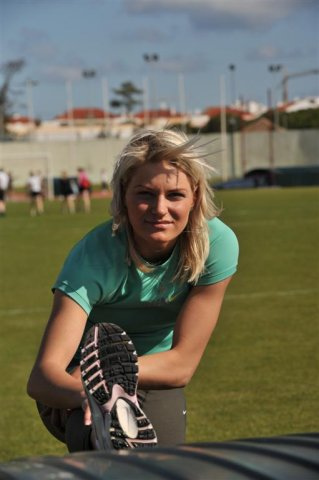
Une sportive s'étirant les muscles de l'arrière de la cuisse, les ischio-jambiers.

L'étirement,, ou le stretching,, (anglicisme), est une pratique corporelle destinée à développer la souplesse corporelle (raison pour laquelle on l'appelle parfois assouplissement) ou à préparer le corps à l'exercice et à favoriser la récupération consécutive à un effort physique.

## Définitions
Les termes et expressions mobilité ou flexibilité articulaire, souplesse ou raideur du tissu musculaire, assouplissements ou étirements appartiennent au langage courant. Mais il est important d’en distinguer la signification particulière dans les domaines physique ou sportif.
La mobilité est « la capacité et la propriété qu’a l’homme d’exécuter par lui-même ou avec l’aide de forces extérieures, des mouvements de grande amplitude faisant jouer une ou plusieurs articulations ». La mobilité se situe au niveau des articulations, des tissus musculaires et de la peau. Elle est évaluable à travers un certain nombre de protocoles, comme peuvent l'être les functional movement screen (FMS).
La flexibilité est « le caractère de ce qui fléchit facilement ». Selon R. Chevalier, la flexibilité articulaire est « la capacité de bouger avec aisance une articulation dans toute son amplitude sans ressentir de raideur ni de douleur ».
La souplesse, synonyme de flexibilité, est définie par C. Geoffroy comme « une qualité physique désignant l’aptitude à atteindre de grandes amplitudes articulaires, lors d’un mouvement simple ou combiné » (ex : flexion associée à une abduction et à une rotation externe).
À l’opposé de la souplesse, la raideur est « la force de résistance générée par un tissu. (peau, fascia, tendon, muscle, composants d’une articulation…) ou un ensemble de tissus en opposition à leur allongement » (C. Geoffroy) 
Les étirements sont des exercices spécifiques « destinés à améliorer la qualité des tissus et leur mobilité grâce à un allongement progressif de la peau, des fascias, des muscles et de ses composants.» (C. Geoffroy)
Ph. Maquaire énonce que les étirements permettent d'augmenter l’amplitude des articulations selon les limites de la capacité du muscle à s'allonger. Les systèmes musculaires et tendineux sont impliqués.
Les assouplissements correspondent à un type d’étirements. En effet, les étirements comprennent deux notions souvent confondues : les étirements musculaires et les assouplissements. Les premiers visent l’allongement d’un muscle ou d’un groupe de muscles au maximum de son amplitude. Les seconds ont pour but d’étirer le tissu conjonctif (tendons, ligaments, capsules articulaires) et par là, ils améliorent l’amplitude articulaire.

## Physiologie
Un étirement met en jeu trois éléments anatomiques principaux : muscle, aponévrose et tendon. Le muscle, composant anatomique le plus déformable, agit en lien avec les deux autres. L’aponévrose des muscles est plus déformable que le tendon, car elle est constituée de fibres plus lâches en forme de mailles. Le tendon constitue un dérivé d’aponévrose dont l'organisation est différente et contient des fibres de collagène plus denses. Outre ces trois éléments, interviennent les mécanismes de physiologie nerveuse (réflexe d'étirement ou myotatique, innervation réciproque et réflexe tendineux ou myotatique inverse). Enfin, la peau et la structure osseuse sont également contraintes lors d'un étirement.
Le système ostéo-musculo-ligamentaire est la base des structures mises en mouvement lors d’un étirement. C'est grâce à leurs glissements réciproques et au système des aponévroses (ou fascia) que nous pouvons étirer un muscle. Par ses propriétés caoutchouteuses, le système aponévrotique permet l’absorption des chocs, le déplacement ou le glissement des organes entre eux, et le retour en place de la peau étirée.
Tout organe du corps est entouré de fascia. Cela permet de considérer le système aponévrotique (ou fascia) comme une succession de muscles entourés d’aponévroses et organisés dans une certaine direction. Il tient compte du concept de chaînes faciales qui peut se décliner en chaînes musculaires.
Le tendon (dérivé d’aponévrose), par sa structure (70 % de fibres collagéniques) et par son tissu dense et très peu vascularisé, joue un rôle de liaison et de stabilisation des articulations du squelette et un rôle de transmission des forces musculaires aux os. Étirer a une action sur le tissu osseux jusqu’à stimuler l’ostéogenèse en cas d'ostéoporose.

## Types d'étirements
D’une part, les étirements dynamiques s’opposent aux étirements statiques en raison de l’existence ou non d’un mouvement d’élan pour conduire le membre sollicité à la position qui produit l’étirement du muscle.
Les uns sont pratiqués en fin d’échauffement pour préparer le muscle à l’effort en augmentant la température du corps. Les autres sont davantage utilisés après l’entraînement pour assurer souplesse et mobilité des articulations.
D’autre part, les étirements dynamiques ou statiques sont soit actifs, soit passifs, selon qu’il y a contraction musculaire ou non avant l’étirement. Pour les premiers, la contraction du muscle à étirer (muscle agoniste) ou du muscle opposé au muscle à étirer (muscle antagoniste) inhibe le réflexe myotatique. Pour le second, il s'agit de mettre sous tension le muscle au repos. En croisant les types d’étirements, on trouve les quatre grandes méthodes d’étirements :
| Types/méthodes d'étirement | Passif           | Actif |
| -------------------------- | ---------------- | --- |
| Dynamique                  | Dynamique passif | Activo-dynamique Balistique |
| Statique                   | Statique passif  | Statique actif "Proprioceptic neuromuscular facilitation" : CR ou CRE (contracté relâché ou myotensif ) et CRAC (contracté relâché contraction de l'antagoniste) |

## Intérêts
L'étirement est un acte naturellement pratiqué par les animaux ou les hommes après une période d'inactivité ou d'inconfort (par exemple au réveil ou après une position assise prolongée).
Sa pratique systématique et théorisée vise différents objectifs. Elle est cependant source de controverse en fonction des auteurs.

### La préparation musculaire avant l'effort
À condition de respecter les conditions de réalisation des étirements, l’expérience de Ch. Geoffroy lui permet d’affirmer que les étirements permettent de prévenir les blessures face à l’effort physique.
Un bon échauffement, qui doit comprendre, selon Ch. Geoffroy, des étirements actifs et dynamiques, apporte :
- une réduction de la viscoélasticité
- une meilleure irrigation des muscles grâce à l’augmentation de la température des muscles visés
- une préparation efficace du corps à l’effort.

### La récupération de la souplesse musculaire après l'effort
Un retour au calme se base sur des étirements passifs à associer à la respiration lente et profonde. Cela permet, selon Ch. Geoffroy :
- d'ôter les tensions des tissus grâce au relâchement musculaire ;
- de combattre l’enraidissement en aidant les muscles à retrouver leur longueur initiale ;
- d'aider le drainage et retour veineux.

### L'assouplissement
Les étirements musculaires augmentent la mobilité de la colonne vertébrale par l’assouplissement des muscles et des tissus conjonctifs rattachés à la colonne vertébrale. Un étirement régulier maintiendra le muscle souple plus longtemps avec l’âge.

### La relaxation
Les étirements passifs de longue durée (ou postures) associés à la respiration et sollicitant tout le corps procurent une détente globale du corps, un bien-être.

### Traitement thérapeutique
Des étirements spécifiques et ciblés peuvent traiter et soulager. Ainsi, par exemple, à la suite d'une lésion musculaire, ils peuvent aider à cicatriser les fibres ou, à la suite d'une immobilisation, ils aident à récupérer des degrés d’amplitude perdus. Ils permettent aussi la détente des tissus contracturés et tendus.
Les étirements doivent toujours être pratiqués de manière progressive et sans douleur, après échauffement. Une pratique incorrecte des étirements peut causer des blessures sévères, voire définitives. La souplesse varie d'un individu à l'autre. Les femmes sont souvent plus souples que les hommes, les enfants que les adultes.

## Recommandations
Les étirements sont à choisir et à conduire en fonction des objectifs en lien avec l’activité pratiquée, avant et après, et des capacités personnelles. La douleur signale la limite à respecter lors de l’étirement du muscle. La séance est à adapter à l'environnement, aux conditions de température.

## Techniques
Il existe différentes techniques d'étirements :
- la relaxation progressive de Jacobson ;
- l'eutonie de Gerda Alexander ;
- le hatha yoga[21] ;
- les méthodes d'étirement (comme celles de Bob Anderson ou de Sven A. Sölveborn) ;
- le tai-chi-chuan ;
- Le fitness Gym TAD, qui a la particularité d'associer les étirements au raccourcissement du corps musculaire.